# 55397 Hackman
55397 Hackman este o planetă minoră (asteroid), cu un diametru de 7,776 km, din centura de asteroizi. A fost descoperită pe 22 septembrie 2001 la Goodricke-Pigott Observatory⁠(d) de Roy A. Tucker⁠(d). 
Obiectul prezintă o orbită caracterizată de o semiaxă mare de 2,7201246965622 UAi, o excentricitate de 0,080024805479506, o înclinație de 6,6062549902307 ° în raport cu ecliptica.